# 腊皮蜥属
腊皮蜥属（学名：Leiolepis）也称蝴蝶蜥，是爬行纲有鳞目飞蜥科的一属，也有资料将其归属于鬣蜥科，主要分布于东南亚地区。

## 特征
腊皮蜥属蜥蜴体型扁平，无鬣鳞和喉囊；背鳞小而均一，并行排列；具有1或2个明显的喉褶；耳孔明显；腹鳞近四边形，覆瓦状排列，形成横行；尾长而圆，基部扁平而肥厚，覆以大小基本一致的鳞片。雌雄均具有股孔。